# Absolute Dance opus 37
Absolute Dance opus 37, kompilation i serien Absolute Dance udgivet i 2002.

## Spor
1. Missy "Misdemeanor" Elliott – "4 My People" (Basement Jaxx Remix Radio Edit)
2. DJ Aligator feat. Dr. Alban – "I Like To Move It" (Classified Radio Mix)
3. Catch – "Walk On Water (Baby U Can)" (Radio Edit)
4. Nik & Jay – "Nik & Jay" (Remix)
5. Musikk vs. Ray Dee Ohh – "Jeg Vil La' Lyset Brænde" (Club Mix)
6. Shakedown – "At Night"
7. Sash! – "Ganbareh" (Single Edit)
8. Moony – "Dove (I'll Be Loving You)" (T&F vs. Moltosugo Radio Mix)
9. Tim Deluxe – "It Just Won't Do" (Radio Edit)
10. Galore! – "I'll Be There" (Radio Mix)
11. Cassius and Jocelyn Brown – "I'm A Woman" (Radio Edit)
12. Mousse T. feat. Emma Lanford – "Fire" (Alternative Radio Mix)
13. Love Solution feat. William Naraine – "I'll Be Over You" (Radio Edit)
14. Kmc feat. Dhany – "I Feel So Fine" (Vision Radio)
15. Corny – "The Way It Is" (Radio Edit)
16. Holly Valance – Kiss Kiss"
17. Ian Van Dahl – "Reason" (UK Radio Edit)
18. Michael Parsberg – "Bassline Kickin" (Original (Radio Cut))
19. Aquagen feat. Rozalla – "Everybody's Free" (Radio Edit)
20. The Mystery – "All I Ever Wanted (Devotion)" (Vocal Radio Edit)
21. Scooter – "Nessaja"